# Mojmírovce
Mojmírovce (bis 1948 slowakisch „Urmín“; ungarisch Ürmény) ist eine Gemeinde in der Westslowakei, im Nitriansky kraj. Sie liegt im Donautiefland, etwa 14 Kilometer südlich von Nitra.

## Geschichte
Der Ort wurde 1156 erstmals als Ylmer erwähnt. Er wurde 1948 wie viele andere Orte in dem Gebiet in Mojmírovce, nach dem ersten Herrscher des Mährerreichs, Mojmir I., umbenannt. Von 1808 bis 1940 gehörte der Ort Poľný Kesov zur Gemeinde, bis 1956 war auch Veľká Dolina ein Teil dieser. Von 1986 bis 1997 war Štefanovičová Ortsteil, ebenso war Svätoplukovo von 1976 bis 1990 ein Teil der Gemeinde.

## Bevölkerung
| Jahr                | 1994 | 2004    | 2014    | 2024    |
| ------------------- | ---- | ------- | ------- | ------- |
| Anzahl der Personen | 2827 | 2751    | 2856    | 2950    |
| Unterschied         |      | −2,68 % | +3,81 % | +3,29 % |

| Jahr                | 2023 | 2024    |
| ------------------- | ---- | ------- |
| Anzahl der Personen | 2963 | 2950    |
| Unterschied         |      | −0,43 % |

## Persönlichkeiten
- Antal Grassalkovich I. (1694–1771), ungarischer Graf
- Vilmos Fraknói (deutsch Wilhelm Frankl) (1843–1924), ungarischer Historiker
- Samuel Leopold Schenk (1840–1902), österreichischer Embryologe